# Ponte General Rafael Urdaneta
Il ponte General Rafael Urdaneta (in spagnolo puente General Rafael Urdaneta) è un ponte strallato ad uso stradale ubicato in Venezuela vicino a Maracaibo, dove attraversa lo stretto tra Punta Iguana e San Francisco che separa il Mar dei Caraibi dalle acque salmastre del lago di Maracaibo.
La struttura è intitolata al generale Rafael Urdaneta, un eroe venezuelano nella guerra d'indipendenza, sostenitore di Simón Bolívar e quarto presidente della Grande Colombia. È stato inaugurato il 24 agosto 1962 dall'allora presidente del Venezuela Rómulo Betancourt.

## Storia

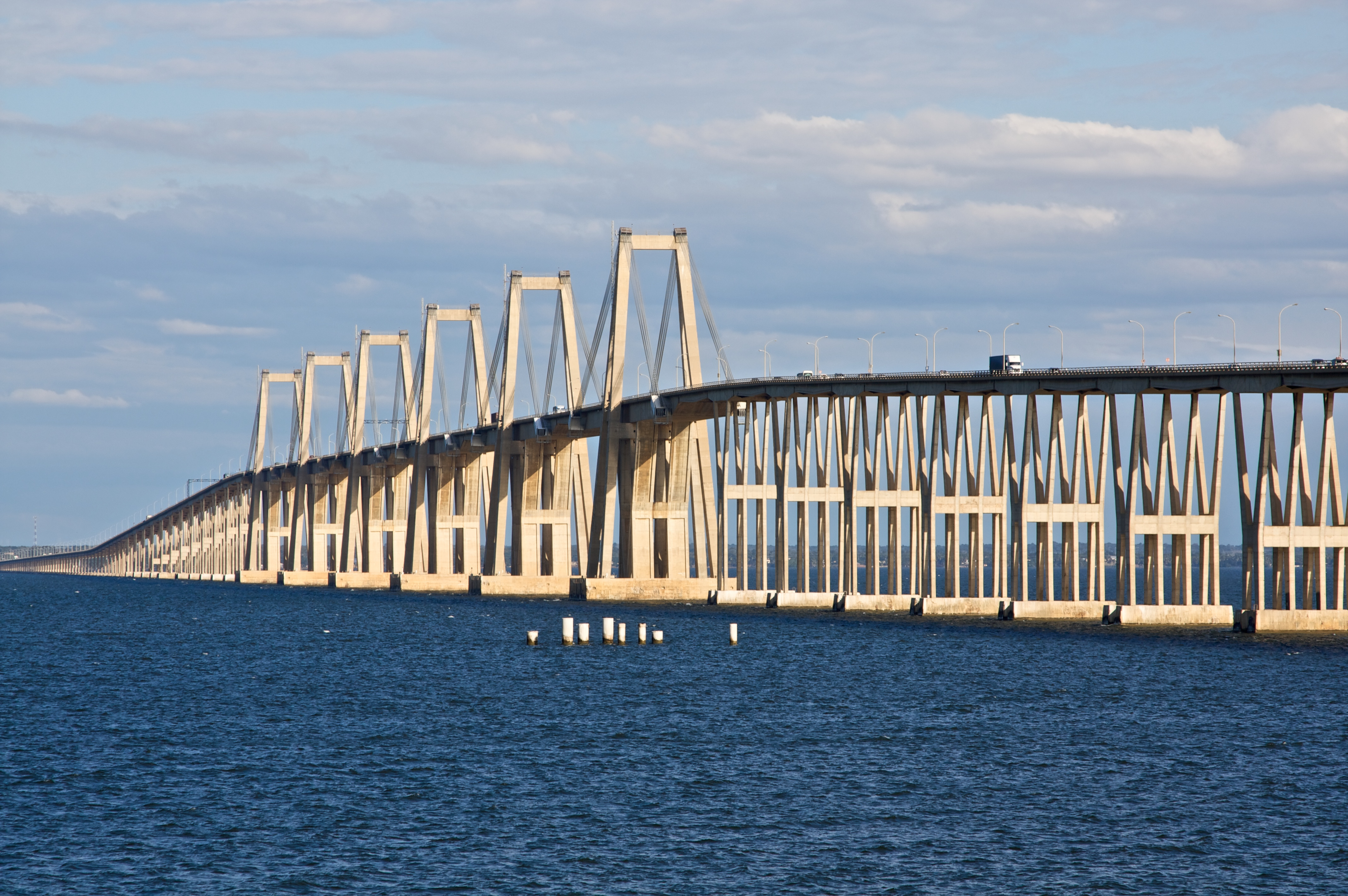
Vista panoramica del ponte.

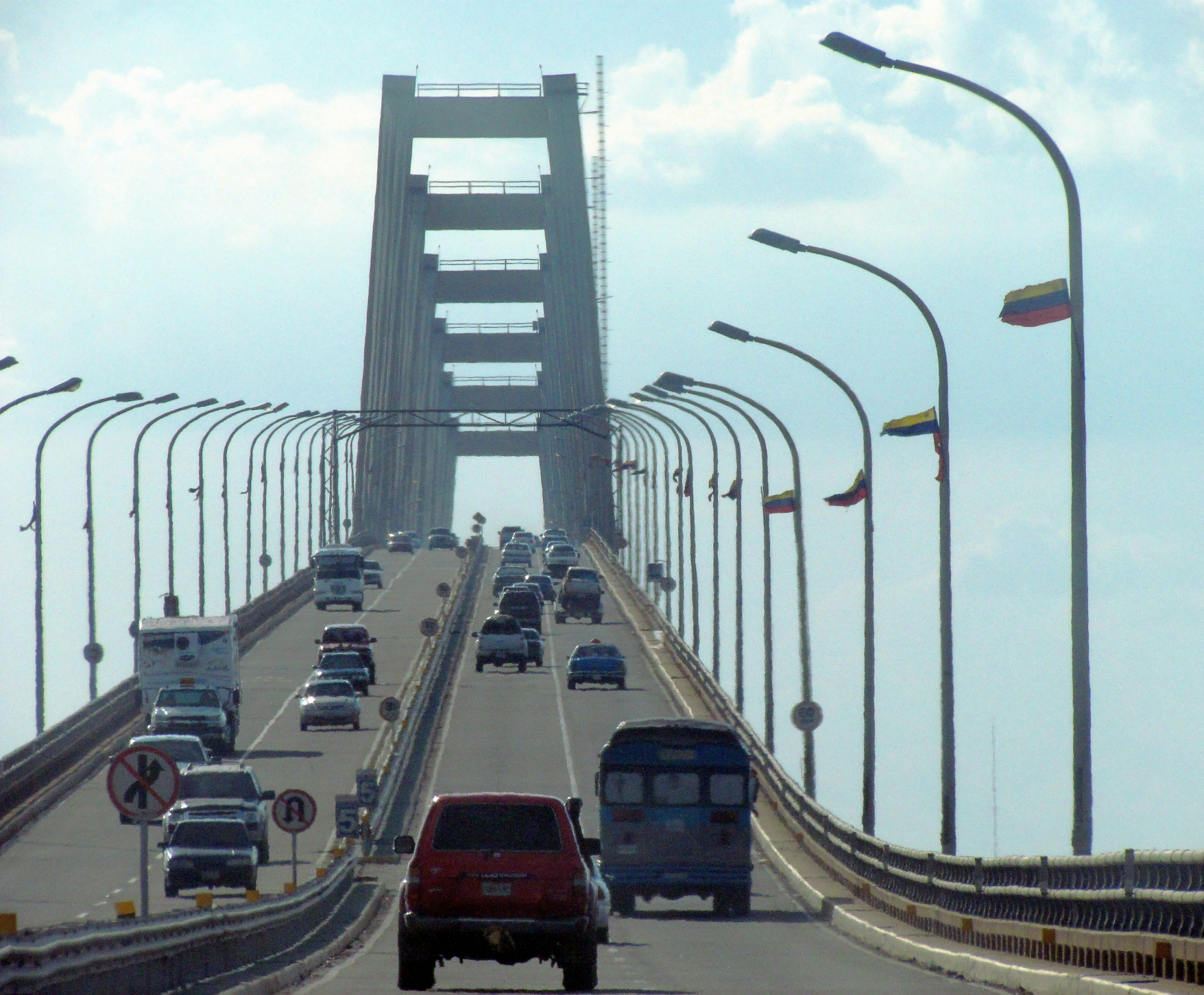
Vista da sopra il ponte.

Negli anni cinquanta del XX secolo, data la continua espansione e la sempre maggiore importanza economica di Maracaibo, Capitale dello stato federato di Zulia, si iniziò a valutare la costruzione di un'infrastruttura atta a collegare più velocemente la città al resto del Venezuela. Il progetto preliminare, presentato a livello internazionale durante il governo del generale Marcos Pérez Jiménez, fu affidato nel 1956 alla Campenon Bernard de Venezuela per elaborare un sito per la realizzazione di un ponte che attraversasse il lago di Maracaibo congiungendo le due sponde da ovest ad est. Dei cinque percorsi ipotizzati, Capitán Chico-Altagracia, La Ciega-Punta Leiva, Punta Santa Lucía-Palmarejo, San Francisco-Punta Chamado e Punta Piedras-Punta Iguana, fu scelto quest'ultimo, ritenuto più idoneo dato che l'erosione litoranea era più contenuta, per la zona maggiormente libera per la costruzione della cittadella di servizio per i lavori e per il più facile accesso alla zona occidentale.
L'iniziale progetto che prevedeva di realizzare il ponte con una struttura metallica venne in seguito accantonato principalmente a causa del clima che, per la sua elevata umidità, avrebbe richiesto molta manutenzione.
La gara d'appalto per progettare il ponte iniziò nel 1957 e fu vinta dall'ingegnere italiano Riccardo Morandi. Il progetto di Morandi era l'unico sugli altri dodici presentati da realizzare in cemento armato, che avrebbe dovuto essere meno costoso da mantenere, oltre che a fornire esperienza sulla tecnologia del calcestruzzo precompresso per il Venezuela.
L'assegnazione del nome alla struttura fu oggetto di una campagna mediatica diretta dall'educatore Vinicio Nava Urribarrí, il quale tramite trasmissioni radiofoniche e articoli sulla stampa quotidiana esortò la popolazione a esprimere una preferenza, scelta che si concretizzò nella dedicazione all'eroe indipendentista Rafael Urdaneta.
La costruzione è stata effettuata da diverse società, tra cui Grün & Bilfinger, Julius Berger, Bauboag AG, Philipp Holzmann AG, Precomprimido C.A., Wayss & Freytag e K Ingeniería. La costruzione venne realizzata grazie all'opera di 2 860 lavoratori con 3 milioni di sacchi di cemento da 46 kg uniti a 22.000 tonnellate di armature metalliche, per un costo totale di 350 milioni di bolivar.

### Incidenti
Il 6 aprile 1964 la Esso Maracaibo, petroliera da 24 727 di GRT lordi di proprietà della Creole Petroleum Corporation (sussidiaria dell'allora Standard Oil Company of New Jersey) che trasportava a bordo 236 000 barili di petrolio greggio, alle ore 23:46 urtò il pilone 31 del ponte causando il crollo di parte della struttura e la conseguente caduta in acqua di quattro veicoli con la morte di sette persone, con la petroliera e l'equipaggio di bordo quasi illeso.

## Tecnica
Realizzato in calcestruzzo armato e precompresso, il ponte strallato si estende per 8 678 metri da una costa all'altra. Le sei campate principali hanno una lunghezza di 235 metri, sono sorrette da torri alte 92 metri con la struttura viabile che svetta 46 metri sopra l'acqua del lago. Il ponte è disposto al solo trasporto veicolare.

### Pubblicazioni
- (ES) Michel Virlogeux, Bridges with Multiple Cable Stayed Spans, in Structural Engineering International, 1/2001.